# Metropolia Nanchang
Metropolia Nanchang – metropolia Kościoła rzymskokatolickiego w Chińskiej Republice Ludowej. Erygowana w dniu 11 kwietnia 1946 roku. W skład metropolii wchodzi 1 archidiecezja i 4 diecezje.
W skład metropolii wchodzą:
- Archidiecezja Nanchang
  - Diecezja Ganzhou
  - Diecezja Ji’an
  - Diecezja Nancheng
  - Diecezja Yujiang